# Prosopocera clara
Prosopocera clara là một loài bọ cánh cứng trong họ Cerambycidae.